# Gestufte Reformierung
Die Gestufte Reformierung ist ein in der Erprobung befindliches thermochemisches Verfahren zur Umwandlung organischer Rohstoffe (nachwachsende Rohstoffe, Wirtschaftsdünger oder biogene Abfälle) in brennbare stickstoffarme Gase (neben Methan und Kohlenstoffmonoxid vor allem Wasserstoff), bei dem Wasserdampf als Vergasungsmittel dient. Das Verfahren, bei dem die Verschwelung (Pyrolyse) der Biomasse und die Entstehung des Produktgases voneinander getrennt ablaufen, soll zur Wärmeerzeugung und zur Gewinnung elektrischer Energie in Gasgeneratoren genutzt werden und als Wasserstoffquelle dienen.

## Verfahren
Bei der gestuften Reformierung sind Pyrolyse und Gaskonversion technisch voneinander getrennt. In der ersten Stufe wird das biologische Material bei circa 600 °C in Gas und (Pyrolyse-)Koks aufgespalten. In einer zweiten Stufe wird das erzeugte Gas mit Wasserdampf und der aus dem Koks gewonnenen Wärmeenergie zu einem Synthesegas umgesetzt. Anschließend werden Verunreinigungen wie Teer, Staub, HCl, NH3, H2S etc. ausgewaschen.
Die Temperaturführung erfolgt in einem Kreislauf. Dabei wird das im Vorwärmer auf rund 1000 Grad Celsius erhitzte Wärmeträgermedium von oben in den Reaktor eingetragen. Durch chemische Reaktion kühlt sich das Material auf 750 Grad ab. Die weitere Abkühlung auf 550 °C wird unterstützt, indem kühles, neues Material eingemischt wird. Das nach unten gewanderte Material wird nun wieder auf 1050 °C erhitzt. Das Produktgas (Synthesegas) der gestuften Reformierung ist wasserstoffreich (44 %) und enthält zudem Kohlenmonoxid (CO, 19 %), Kohlendioxid (CO2, 11 %) und Methan (CH4, 5 %) sowie Wasser (23 %).
Ein Vorteil des zweistufigen Verfahrens liegt im breiten Einsatzspektrum möglicher Rohstoffe. So können neben nachwachsenden Rohstoffen wie Heu, Stroh oder Holz auch Papier und Klärschlamm sowie Tierkot, Biomüll und aus Müll erzeugte Ersatzbrennstoffe genutzt werden. Zudem liegen die Staub- und Teergehalte im Produktgas niedriger als bei einstufigen Verfahren, was die Nutzung des Gases erleichtert.

## Geschichte
Das von der Dr. Mühlen GmbH & CO. KG patentierte Verfahren wurde zwischen 2001 und 2006 in einer Pilotanlage mit einer Leistung von einem Megawatt in Herten angewandt. Den Bau einer Anlage („Blauer Turm“) mit 10 Megawatt Leistung zur Lieferung von Synthetic Natural Gas ebenfalls in Herten, auf dem Gelände der ehemaligen Zeche Ewald, fördert das Land Nordrhein-Westfalen mit 7,1 Millionen Euro. Kritiker des Projekts halten die Technologie für zu teuer und bezweifeln die Praxisreife und Energieeffizienz des Verfahrens. Der Mehrheitseigner der Firmenanteile der Blue Tower GmbH, die Solar Millennium AG, stellte am 21. Dezember 2011 Insolvenzantrag beim Amtsgericht Fürth. Die Anteile von Solar Millennium AG wurden 2012 von Herrn C. Thannhäuser übernommen und in die Concord Blue Engineering GmbH, Düsseldorf, eingebracht. 2013 konnte die unter der Regie der Solar Millennium teilweise erbaute Demonstrationsanlage in Herten ebenfalls vom Insolvenzverwalter übernommen werden. Seitdem wird das Projekt zusammen mit dem Generalunternehmer Lockheed Martin, USA, weiter verwirklicht und soll Ende 2016 in die Inbetriebnahme gehen.